# فريرية
فريرية (بالكردية: Firêriyê‏) هي قرية سوريّة تتبع إداريّاً لمحافظة حلب منطقة عفرين ناحية جنديرس. بلغ تعداد سكانها 1,120 نسمة حسب التعداد السكاني لعام 2004، و1,554 نسمة حسب قيود السجل المدني لنهاية عام 2005.